# مرجان نشاط
مرجان نشاط (زادهٔ ۱۰ اکتبر ۱۹۷۵ میلادی) بازیگر ایرانی ساکن ایالات متحده آمریکا است.
از فیلم‌ها یا مجموعه‌های تلویزیونی که وی در آن‌ها نقش داشته است، می‌توان به کوانتیکو، نظم و قانون، نظم و قانون: واحد قربانیان ویژه، فرینج، سکس و سیتی ۲، الفی و پلیس آهنی اشاره نمود.